# Nepenthes inermis
Nepenthes inermis – gatunek dzbanecznika górskiego. Owadożerna roślina chroniona z rodziny dzbanecznikowatych. W naturze ściśle związana z N. dubia. Roślina występuje na obszarach górskich na wyspie Sumatra.

## Morfologia
Roślina posiada dzbankowate liście pułapkowe, za pomocą których łapie owady. Pozostałe, nie przekształcone w dzbanki liście są wąskie, dość długie, w barwie zielonej. Dzbanki dolne wydłużone, lekko rozszerzone w dolnej części, w barwie żółtawej. Dzbanki górne mają bardzo oryginalny kształt (podobne są do lejka). Przykrywająca je pokrywka jest wąska. Mają kolor zielonkawy

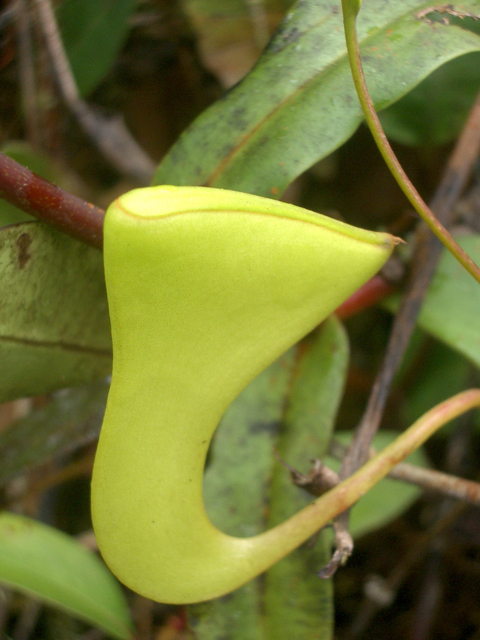
Dzbanek

## Zastosowanie
Roślina ozdobna. Uprawa, jak innych dzbaneczników górskich. Gatunek odradzany dla hodowców niemających doświadczenia w uprawie roślin tego typu.